# تیبورون (کالیفرنیا)
تیبورون (به انگلیسی: Tiburon) شهری در شهرستان مارین ایالت کالیفرنیا است که در سرشماری سال ۲۰۱۰ میلادی، ۸۹۶۲ نفر جمعیت داشته است.